# Pierre Thuillier
Pierre Thuillier (* 1932; † September 1998) war ein französischer Wissenschaftshistoriker.
Er beschäftigte sich mit der Geschichte der verschiedenen Evolutionstheorien.

## Werke
- Socrate fonctionnaire. Essai sur (et contre) la philosophie universitaire, Robert Laffont, 1969; Complexe, 1982.
- jeux et enjeux de la science, Robert Laffont, 1972.
- Le petit savant illustré, Le Seuil, 1980.
- Les biologistes vont-ils prendre le pouvoir ? La sociobiologie en question, Complexe, 1981.
- Darwin et Cie, Complexe, 1981.
- L’aventure industrielle et ses mythes. Savoirs, techniques et mentalités, Complexe, 1982.
- Les savoirs ventriloques. Ou comment la culture parle à travers la science, Le Seuil, 1983.
- D’Archimède à Einstein. Les faces cachées de l’invention scientifique, Fayard, 1988; Livre de poche, 1996.
- Les passions du savoir. Essais sur les dimensions culturelles de la science, Fayard, 1988.
- La grande implosion. Rapport sur l’effondrement de l’Occident 1999-2002, Fayard, 1995; Pluriel, Hachette, 1996.
- La revanche des sorcières. L’irrationnel et la pensée scientifique, Belin, 1997.